# Gornji Petrovci
Gornji Petrovci – wieś w Słowenii, siedziba gminy Gornji Petrovci. W 2018 roku liczyła 405 mieszkańców.